# 卡爾·安瑟爾姆 (圖恩和塔克西斯)
卡爾·安瑟爾姆（德語：Karl Anselm，1733年6月2日—1805年11月13日），圖恩和塔克西斯親王，1773年至1805年在位。

## 家庭
1753年，卡爾·安瑟爾姆和符騰堡的奧古斯塔·伊莉莎白結婚，兩人共有2子3女：
1. 瑪麗亞·特蕾莎（1757年—1776年），早逝
2. 索菲·弗蕾德里克（英语：Princess Sophie Friederike of Thurn and Taxis）（1758年—1800年）
3. 亨麗卡·卡羅琳娜（1762年—1784年）
4. 卡爾·亞歷山大（1770年—1827年）
5. 腓特烈·約翰（1772年—1805年）